# ميلاني تم
ميلاني تم (بالإنجليزية: Melanie Tem)‏ (11 أبريل 1949 - 9 فبراير 2015)؛ كاتِبة وروائية أمريكية. درست في جامعة دنفر.